# 20557 Davidkulka
A 20557 Davidkulka (ideiglenes jelöléssel 1999 RB116) a Naprendszer kisbolygóövében található aszteroida. A LINEAR projekt keretében fedezték fel 1999. szeptember 9-én.